# Triquetolidia youngi
Triquetolidia youngi är en insektsart som beskrevs av Nielson 1982. Triquetolidia youngi ingår i släktet Triquetolidia och familjen dvärgstritar. Inga underarter finns listade i Catalogue of Life.